# Parc national du Mont William
Le parc national du Mont William est un parc national australien, en Tasmanie. Il couvre 184 km2. Le parc est situé à 234 km au nord-est de Hobart.